# Колосов, Леонид Павлович
Леони́д Па́влович Ко́лосов (1890—1951) — русский офицер, участник Первой мировой войны и Белого движения.

## Биография
Сын надворного советника. Образование получил в Вологодском реальном училище, где окончил курс.
В 1913 году окончил Владимирское военное училище, откуда выпущен был подпоручиком в 68-й лейб-пехотный Бородинский полк, в рядах которого и вступил в Первую мировую войну. Удостоен ордена Св. Георгия 4-й степени
За то, что в бою 16 августа 1914 года у посада Комаров, командуя пулеметным взводом, заставил замолчать неприятельский пулемет, а затем, бросившись в атаку перебил его прислугу и лично взял с боя этот пулемет.
25 февраля 1916 года переведён в 27-й пулеметный автомобильный взвод. Произведён в поручики 30 ноября 1916 года, в штабс-капитаны — 8 июля 1917 года. В Гражданскую войну участвовал в Белом движении на Северном фронте, подполковник.
В эмиграции во Франции. Сотрудничал в эмигрантской военной прессе, в том числе в журнале «Часовой». Умер в 1951 году в Нильванже. Похоронен на местном кладбище.

## Награды
- Орден Святого Владимира 4-й ст. с мечами и бантом (ВП 16.11.1914)
- Орден Святого Георгия 4-й ст. (ВП 3.02.1915)